# Yasukazu Ikari
| Odkryte planetoidy: 20               | Odkryte planetoidy: 20 |
| ------------------------------------ | ---------------------- |
| (8115) Sakabe[1]                     | 24 kwietnia 1996       |
| (10188) Yasuoyoneda[1]               | 14 maja 1996           |
| (10582) Harumi                       | 3 października 1995    |
| (10878) Moriyama                     | 3 listopada 1996       |
| (11628) Katuhikoikeda                | 13 listopada 1996      |
| (12819) Susumutakahasi[1]            | 12 maja 1996           |
| (15368) Katsuji[1]                   | 14 maja 1996           |
| (15402) Suzaku                       | 9 listopada 1997       |
| (15407) Udakiyoo                     | 24 listopada 1997      |
| (24306) 1999 YE5                     | 27 grudnia 1999        |
| (25592) 1999 YO1                     | 19 grudnia 1999        |
| (29444) 1997 NR10                    | 6 lipca 1997           |
| (29525) 1998 AF                      | 2 stycznia 1998        |
| (31039) 1996 JN                      | 12 maja 1996           |
| (32200) Seiicyoshida                 | 28 lipca 2000          |
| (32955) 1996 HC2                     | 24 kwietnia 1996       |
| (37786) Tokikonaruko                 | 30 września 1997       |
| (44500) 1998 XT17                    | 12 grudnia 1998        |
| (73936) Takeyamamoto                 | 24 września 1997       |
| (91233) 1999 CL1                     | 6 lutego 1999          |
| - [1] wspólnie z Robertem McNaughtem |                        |

Yasukazu Ikari (jap. 井狩康一 Ikari Yasukazu) – japoński astronom. Odkrył 20 planetoid (16 samodzielnie oraz 4 wspólnie z Robertem McNaughtem).